# ハッピーバレー (オレゴン州)
ハッピーバレー（英: Happy Valley）は、アメリカ合衆国オレゴン州のクラカマス郡にある都市。人口は2万3733人(2020年)。ポートランドの南東16キロメートルに位置している。

## 歴史
ハッピーバレーは、元々の名称をクリスティラバレーといい、初めてこの地に定住を始めたクリスティアン・ディアドーフとマティルダ・ディアドーフの名前に由来する土地であった。彼らは1851年にこの地に到着し、谷間に広がる2.6 km2土地の権利を主張した。
市制は1965年に施行された。その後も長い期間に渡り小集落として存在していたが、都市化の波が押し寄せてきた1990年後半になると状況は激変した。ハッピーバレーはオレゴン州の中でも有数の急成長都市となり、ポートランド州立大学人口研究センターの推算によれば、2005年7月1日での人口は7,275人に膨れ上がり、2000年の国勢調査の時点と比べて61%の伸びを見せた。この急激な成長を受けて、アメリカ合衆国郵便公社はハッピーバレーに97086というZIPコード（郵便番号）を付与し、2006年7月1日から有効となった。

## 政治
市政府は、市長のロブ・ウィーラーと、他4人の市議会議員から構成される。計画委員会もあるほか、公園顧問・都市森林委員会や市交通・治安委員会がある。

## 地理
アメリカ合衆国国勢調査局に拠れば、市の総面積は7.0 km2（2.7 mi2）で、その全域が陸地である。ポートランド都市圏の内部にあり、ポートランド、クラカマス、ダマスカス、プレザントバレー、サニーサイドの各地域と隣接する。
ハッピーバレーの最高点は、ボーリング溶岩原の一部を成すスコット山（標高320 m）である。スカウターズ山も顕著な地形を作り出している。

## 人口動態
2000年の国勢調査では、市の人口は4,519人で、1,431世帯、1,302家族が暮らしていた。人口密度は1,674.2/mi2（646.2/km2）だった。555.7/sq mi（214.5/km²）の平均密度に1,500軒の住宅が建っている。人種構成は、白人87.39%、アジア系8.85%、アフリカン・アメリカン0.77%、先住民0.29%、太平洋諸島系0.15%、その他の人種0.44%、および混血2.10%である。人口の1.88%はヒスパニックまたはラテン系だった。
1,431世帯のうち、49.0%が18歳未満の子供と一緒に生活しており、83.4%は夫婦で生活している。4.9%は未婚の女性または寡婦が世帯主であり、9.0%は結婚していない。6.3%は1人以上の独身の居住者が住んでおり、2.2%は65歳以上で独身である。1世帯の平均人数は3.16人であり、結婚している家庭の場合は、3.28人である。
市の住民は31.4%が18歳未満の未成年、18歳以上24歳以下が5.0%、25歳以上44歳以下が30.1%、45歳以上64歳以下が26.7%、および65歳以上が6.8%にわたっている。中央値年齢は37歳である。女性100人ごとに対して男性は99.2人である。18歳以上の女性100人ごとに対して男性は98.2人である。
この都市の世帯ごとの平均的な収入は93,131米ドルであり、家族ごとの平均的な収入は95,922米ドルである。男性は68,125米ドルに対して女性は43,667米ドルの平均的な収入がある。この地域の一人当たりの収入 (per capita income) は36,665米ドルである。人口の0.6%および家族の1.2%は貧困線以下である。全人口のうち18歳未満の1.2%および65歳以上の0%は貧困線以下の生活を送っている。

## 教育
ハッピーバレーの教育は北クラカマス公立学区が管轄している。ほぼ全ての児童・生徒がハッピーバレー小学校、マウントスコット小学校、スプリングマウンテン小学校、サンライズ中学校、ハッピーバレー中学校、クラカマス高等学校へ通学する。